# Бунтовник (1903)
Вижте пояснителната страница за други значения на Бунтовник.
„Бунтовник“ е българско месечно илюстровано списание, излизало в София през 1903 година. Подзаглавието му е Месечно илюстровано списание с войводски (въстанически) портрети.
В списанието се публикуват биографии на македоно-одрински революционери. Редактор е Петър Стойков. Печата си в печатница П. Калъчев и в Гавазов и Чомонев. Излизат три броя.